# François Watrin
François Watrin (Beauvais, 29 gennaio 1772 – Port-au-Prince, 22 novembre 1802) è stato un generale francese. Attivo durante le guerre rivoluzionarie francesi, partecipò alla spedizione francese a Saint-Domingue, dove morì a causa di un'epidemia di febbre gialla. Il suo nome è stato inciso sull'Arco di Trionfo.

## Biografia
Figlio di una coppia di mercanti, si arruolò nell'esercito repubblicano nel novembre del 1792, appena ventenne. Nella prima fase delle guerre rivoluzionarie francesi servì principalmente negli eserciti impegnati nelle Fiandre ed in Germania, con una breve parentesi al servizio di Hoche nell'esercito delle coste di Chebourg nel 1795. Fece carriera molto rapidamente: nel 1793 era stato promosso a sottotenente e capitano, nel 1794 era già diventato capo battaglione e l'anno seguente capo di brigata. In seguito, tornò a combattere sul fronte tedesco sotto il comando di Hoche nel 1796 e 1797, svolgendo un ruolo importante nel corso della battaglia di Neuwied, dove prima conquistò una ridotta sul Reno e poi prese i paesi di Dietz e Neuhoff.
Nel gennaio 1798 si imbarcò per Saint-Domingue, dove prestò servizio per qualche mese sotto il generale Hédouville, per poi imbarcarsi verso la Francia nell'ottobre dello stesso anno. Unitosi all'armata di Napoli al comando di Championnet e di Macdonald il 1º gennaio 1799, prese parte a gran parte degli scontri avvenuti in Italia allo scoppio della guerra della Seconda coalizione: combatté a Modena, alla Trebbia e a San Giorgio sotto MacDonald; a Novi sotto Moreau; sul Passo del Bracco, a Bosco Marengo e nuovamente a Novi sotto Saint-Cyr per poi finire la sua campagna con la battaglia di Torriglia a metà dicembre.
Tornato in patria, si arruolò nell'Armata di Riserva di Bonaparte, prendendo quindi parte alla sua seconda campagna in Italia, venendo aggregato all'avanguardia del generale Lannes. Prese quindi parte agli scontri di Chatillon, della Chiusella e alla battaglia di Montebello. Dopo la battaglia di Marengo, alla quale prese parte, venne premiato con una sciabola d'onore. Rimasto in Italia, servì sotto il generale Brune nell'occasione del passaggio del Mincio il 25 e 26 dicembre 1800.
Nel 1801 venne inviato a combattere sull'isola d'Elba, cercando di partecipare all'assedio di Porto Ferraio ma venne rimandato in patria a causa di una malattia ad ottobre, dopo un solo mese di servizio. Ristabilitosi, prese parte alla spedizione di Saint-Domingue del generale Leclerc. Arrivato sull'isola nel settembre 1802, venne nominato responsabile di Port-au-Prince. Sfortunatamente, la dilagante epidemia di febbre gialla lo colpì: un mese dopo il suo arrivo, spirò.
Per i suoi meriti in favore della repubblica francese, il suo nome è stato inciso nella Colonna 6 dell'Arco di Trionfo di Parigi.